# ویم جنسن
 ویم جنسن (هلندی: Wim Jansen؛ زادهٔ ۲۸ اکتبر ۱۹۴۶ – ۲۵ ژانویهٔ ۲۰۲۲) یک بازیکن فوتبال اهل هلند بود.

## تیم ملی
وی همچنین در تیم ملی فوتبال هلند بازی کرده است.